# Liburni
Liburni so bili antično indoevropsko ljudstvo na območju  današnjega hrvaškega Jadrana. V prvi polovici 1. tisošletja pr. n. št. so živeli na območju med polotokom Istra in otokom Krf. Pozneje so bili morda potisnjeni do reke Krke (antično Titus). Liburnijski jezik je bil domnevno soroden venetščini.
Najpomembnejši del njihovega ozemlja je bilo predvsem obalno območje okoli današnjega Zadra, med rekama Zrmanjo in Krko, manjše naselbine pa so bile odkrite tudi severneje proti Istri. Po 4. stoletju pr. n. št. so naseljevali tudi kvarnerske otoke Krk, Rab, Cres, Lošinj in Pag.
Ukvarjali so se s kmetijstvom, živinorejo, trgovsko-ribiško plovbo in piratstvom. Z Rimom so bili pretežno v nasprotstvu: že leta 302. pr. n. št. spor zaradi piratstva, 229. so sodelovali v prvi ilirski vojni na strani Ilirov, 129. jih je ukrotil Sempronius Tuditanus, 78. pa prokonzul Cosconius. Sredi 1. stoletja pr. n. št. in kasneje so se verjetno pod pritiskom ilirskih ljudstev umaknili z južnega dela svojega območja proti severu.  Bili so v neprestanih sporih in trenjih z Dalmati in Japodi, ki so hoteli doseči Kvarner, pri čemer jim leta 50 priskočil na pomoč celo Cezar. Prizadela jih je tudi druga državljanska vojna - boj za Cirictae (Krk) leta 49. Ko so se uprli plačevanju tributa, so jih Rimljani leta 35 pr. n. št. dokončno vključili v imperij.